# Mouchès
 Mouchès  là một xã thuộc tỉnh Gers trong vùng Occitanie tây nam nước Pháp. Xã này có độ cao trung bình 142 mét trên mực nước biển.